# Microsoft 365 Online
Microsoft 365 Online ist ein kostenloser Online-Office-Dienst der Microsoft-Office-Familie.
Die kostenlose Variante ist im Vergleich zu den Desktopversionen in ihrem Funktionsumfang reduziert. Bei den Anwendungen handelt es sich um Online-Versionen von Word, Outlook.com (E-Mail, Adressbuch, Kalender mit Terminverwaltung, To-do-Liste), Excel, OneNote, PowerPoint und OneDrive als Online-Datenspeicher. Office Online ist mit allen gängigen Webbrowsern ausführbar und damit unabhängig vom Betriebssystem des Rechners. Google Docs, Sheets, Slides und Forms sind vergleichbare Webanwendungen.
Microsoft 365 Online ist wesentlicher Bestandteil von Microsoft 365, das in verschiedenen Tarifen angeboten wird, mit den Office-Desktopanwendungen kombiniert werden kann und auch kostenpflichtig ist. Die kostenpflichtige Version innerhalb von Microsoft 365 bietet deutlich mehr Funktionen als die kostenfreie. Einige Funktionen stehen trotzdem nur in der Desktop-Version der Apps zur Verfügung, neue Funktionen gibt es zum Teil nur in der Online-Version.
Ohne Desktopanwendungen in den Businesstarifen ist das Angebot von Microsoft mit Google Apps vergleichbar.

## Geschichte

### Hotmail
Hotmail wurde 1995 von Sabeer Bhatia und Jack Smith gegründet und startete am 4. Juli 1996, dem US-amerikanischen Unabhängigkeitstag, um symbolisch die Freiheit der Internet Service Provider darzustellen. In der ursprünglichen Schreibweise HoTMaiL spielte der Name auf HTML an. 1997 wurde Hotmail für 400 Millionen US-Dollar an das Softwareunternehmen Microsoft verkauft, welches den Dienst in sein Microsoft Network (MSN) integrierte. Hotmail zählte damals, knapp eineinhalb Jahre nach der Lancierung, zwölf Millionen Benutzer. Hotmail war in zahlreichen Ländern vertreten und einer der weltweit größten Anbieter von Webmail-Diensten.

### Windows Live Mail
Unter dem Codenamen Kahuna arbeitete Microsoft seit August 2005 daran, Hotmails Konkurrenzfähigkeit gegenüber anderen Webmail-Diensten durch eine Neuentwicklung zu erhöhen. Am 1. November 2005 veröffentlichte Microsoft die erste Beta-Version von Windows Live Mail, dessen neuer Name auf die im selben Monat gestartete Windows-Live-Initiative zurückgeht. Anfang Februar 2007 gab Microsoft bekannt, den Produktnamen Hotmail beizubehalten. Neben einer Oberfläche, die auf aktuellen Techniken wie Ajax aufbaute, bot Windows Live Hotmail ein Speichervolumen von fünf Gigabyte und das Im- und Exportieren von Kontakten von anderen Webmailern wie Google Mail.

### Office Web Apps
Office Web Apps wurde das erste Mal im Oktober 2008 auf MS Professional Developers Conference in Los Angeles angekündigt. Die Office Web Apps sollten Teil des Office Live Workspace werden.
Am 13. Juli 2009 kündigte Microsoft auf der Worldwide Partners Conference 2009 in New Orleans an, dass Microsoft Office 2010 das „Technical Preview“ erreicht hat. Es wurden das erste Mal einige Features von Office Web Apps in der Öffentlichkeit vorgeführt.
Offiziell wurde die technische Vorschau der Office Web Apps am 17. September 2009 von Microsoft freigegeben. Die Office Web Apps wurden einigen ausgesuchten Testern via Microsoft OneDrive (zu dieser Zeit noch SkyDrive) zur Verfügung gestellt. Die endgültige Version wurde am 7. Juli 2010 der Öffentlichkeit via Windows Live Office zugänglich gemacht.

### Outlook.com

Hotmail wurde auf „Outlook.com“ aktualisiert.

Am 31. Juli 2012 startete Microsoft den Webmail-Dienst Outlook.com, mit dem Microsoft eine stärkere Konkurrenz zu Googles Mail-Angebot Gmail bieten will. Anfang Mai 2013 wurde berichtet, dass Microsoft die Umstellung von Hotmail auf Outlook.com vollständig abgeschlossen hatte.
Outlook.com wurde am 31. Juli 2012 von Microsoft vorgestellt und ersetzt Hotmail. Mit Outlook.com will Microsoft mit Google Drive, dem Konkurrenten aus dem Hause Google, mithalten können. Gleichzeitig wurden Word Online, Excel Online, PowerPoint Online, OneNote Online und OneDrive (vormals SkyDrive) unter Outlook.com verfügbar.
Am 19. Februar 2013 verließ Outlook.com die Testphase; der Dienst hatte zu diesem Zeitpunkt etwa 60 Millionen aktive Nutzer. Die verbliebenen Hotmail-Accounts wurden bis Anfang Mai automatisch zu Outlook.com übertragen, womit Hotmail selbst eingestellt wurde. E-Mail-Adressen von Hotmail können jedoch weiter genutzt werden. Die Umstellung wurde von einer groß angelegten Werbekampagne begleitet.

### Microsoft 365 Online
Im Februar 2014 wurden die Office Web Apps in Microsoft Office Online umbenannt und umfassten dann zusätzlich Outlook.com.

## Anwendungen
Bei den Webanwendungen handelt es sich um Word Online, Outlook.com (E-Mail, Adressbuch, Kalender mit Terminverwaltung und To-do-Liste), Excel Online, OneNote Online, PowerPoint Online und OneDrive mit 25 GB Online-Speicher. Als Benutzeroberfläche wird das Ribbon (Menüband oder eine Multifunktionsleiste) eingesetzt, das auch von anderen Anwendungen bekannt ist. Damit ist es die gleiche Benutzeroberfläche wie die aktuelle Microsoft-Office-2013-Desktopversion und den Anwendungen von Office 365.
Zu den Vorteilen der Online-Office Programme gehört die Möglichkeit zur Zusammenarbeit mit mehreren Personen am selben Dokument. Wer einen Link zur Bearbeitung erhält, kann live in jedes Dokument schreiben, alle Änderungen werden für die Co-Autoren durch den farbigen, mit Namen benannten Cursor sichtbar. Außerdem können Textzeilen zur Bearbeitung gesperrt werden und Kommentare zu Textzeilen hinzugefügt werden.

### Word Online
Word Online ist um einige Registerkarten und Funktionen reduziert. So fehlen die Registerkarten für Design, Referenzen und Mailing im Vergleich zur Desktopversion von Microsoft Word.

### Outlook.com
Outlook.com kann auch über diese Internetadresse erreicht werden und stellt gleichzeitig alle Anwendungen von Office Online zur Verfügung. Der Outlook-Anwendungsbereich entspricht einem Personal Information Manager mit den folgenden Einzelanwendungen:
- Kalender mit Terminverwaltung
- To-do-Liste (kann über die Kalender-Anwendung erreicht werden)
- Adressbuch
- E-Mail

So werden zum Beispiel Geburtstage vom Adressbuch automatisch in den Kalender übernommen und als Termin verwaltet. Auch bei Outlook Online fehlen einige Funktionen im Vergleich zur Desktop-Version von Microsoft Outlook. Die Daten von Outlook Online können mit den meisten Smartphones synchronisiert werden.

### Excel Online
Hier fehlen die Registerkarten Layout und Formeln im Vergleich zu Microsoft Excel.

### PowerPoint Online
PowerPoint Online stellt die Registerkarten Bildschirmpräsentation und Überprüfen nicht zur Verfügung, die es bei der Desktopversion von Microsoft PowerPoint gibt.

### OneNote Online
Die Registerkarten von Zeichnen und Historie fehlen bei OneNote Online im Vergleich zur Desktopversion von Microsoft OneNote.

### OneDrive
Alle Dokumente, die mit anderen Anwendungen bearbeitet werden sollen, müssen zunächst auf OneDrive hochgeladen werden. Ein direktes Öffnen lokal gespeicherter Dokumente ist nicht möglich. Dann können diese auch mit anderen Anwendern geteilt und gleichzeitig bearbeitet werden. Die Namen der Anwender und die Stellen der Bearbeitung werden dabei laufend angezeigt. Daten in OneDrive können mit dem Rechner synchronisiert werden und stehen damit auch offline für die entsprechenden Desktopanwendungen zur Verfügung.

### Sway
Mit Office Sway lassen sich Präsentationen, Geschichten, Berichte und andere Dokumente erstellen und teilen. Anfangs nur in Office-Online ist es seit Windows 10 als Desktop-App vorinstalliert. Alternativ ist es im Windows-Store verfügbar. Zum Herunterladen aus dem Windows-Store und zur Verwendung wird ein Microsoft-Konto benötigt.

## Nutzung
Zur Nutzung ist ein Microsoft-Konto notwendig. Die Anwendungen können über die gängigen Webbrowser erreicht werden. Voraussetzung ist Verarbeitung von HTML 5 und JavaScript 5.
- Internet Explorer 9 mit dem letzten MS12-037: Kumulatives Sicherheits-Update für den Internet Explorer vom 12. Juli 2012 installiert.
- Internet Explorer 10 oder später (empfohlen)
- Mindestens Mozilla Firefox 12
- Mindestens Apple Safari 5
- Mindestens Google Chrome 18

Die Anwendungen von Office Online sind über zwei verschiedene Weblinks zu erreichen:
- http://www.outlook.com/
- (Klicken auf einer der Kacheln führt zu http://www.outlook.com)

## Einschränkungen
Zusätzlich zu den unter den Einzelanwendungen genannten Einschränkungen sind zurzeit noch folgende Einschränkungen bekannt:
- Outlook.com-Konten in Outlook 2013 (Synchronisation mit Exchange ActiveSync)
- Importieren von Datendateien (PST) in Outlook.com-Ordner nicht möglich.
- Kopieren und Verschieben von E-Mails aus Ordnern anderer Konten per Drag and Drop in Outlook.com-Ordner nicht möglich.
- Kopieren von E-Mails innerhalb der Ordnerstruktur eines Outlook.com-Kontos per Drag and Drop nicht möglich.
- Erstellen zusätzlicher Kalender-, Aufgaben- und Kontaktordner nicht möglich.
- Der Ordner Entwürfe wird nicht synchronisiert. Die Entwürfe werden lokal auf dem Computer abgespeichert.
- Kontaktgruppen, die online erstellt wurden, werden nicht synchronisiert.

## Kritik
Microsoft hat seine AGB geändert und behält sich nun vor, die E-Mails seiner Kunden zu scannen (ein Vorhaben, das z. B. Google mit Gmail bereits in die Tat umsetzt). Im Gegensatz zu Google wird allerdings keine personalisierte Werbung eingeblendet.